# Нова пінакотека

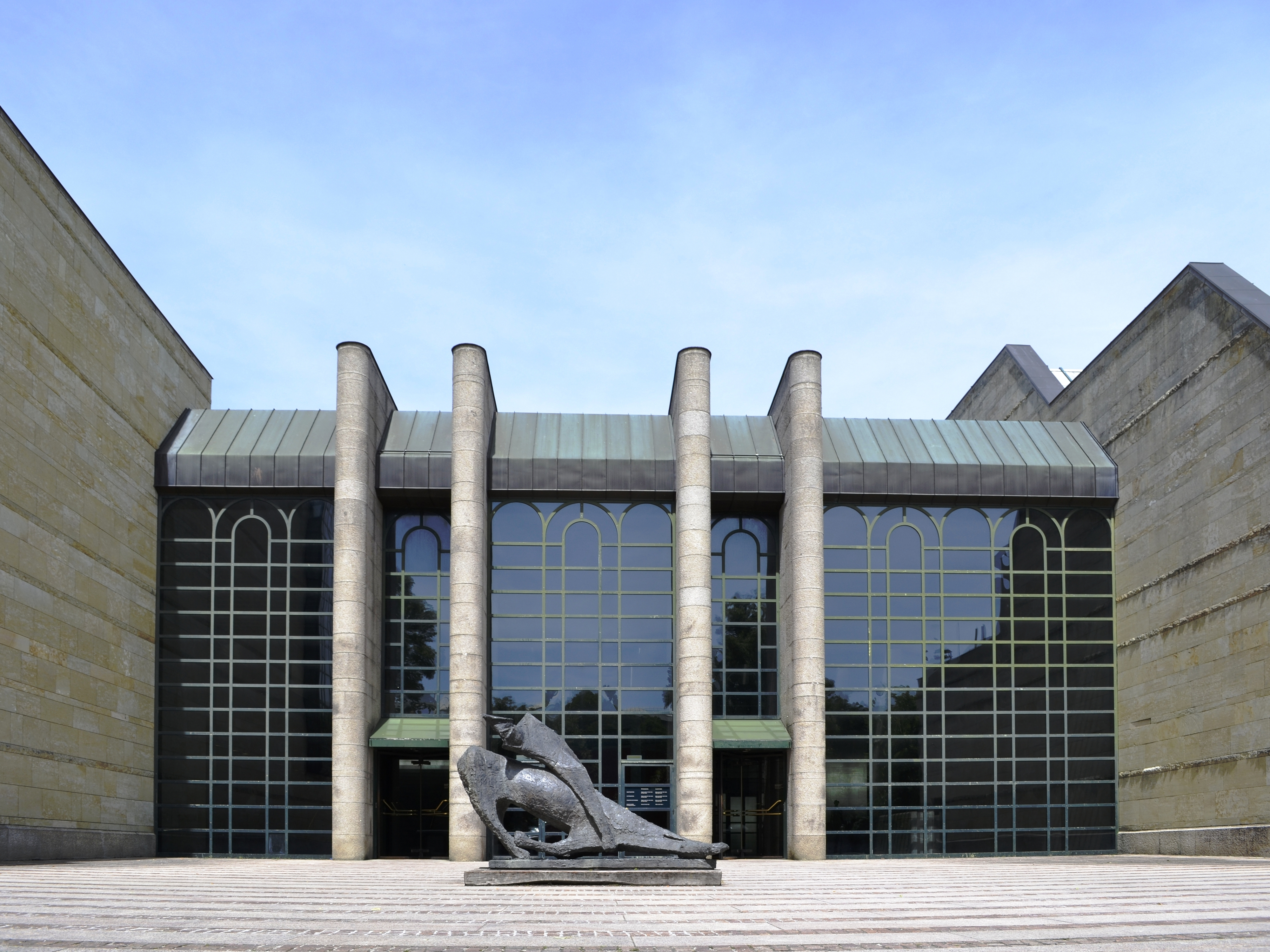
Вхідна група Нової Пінакотеки

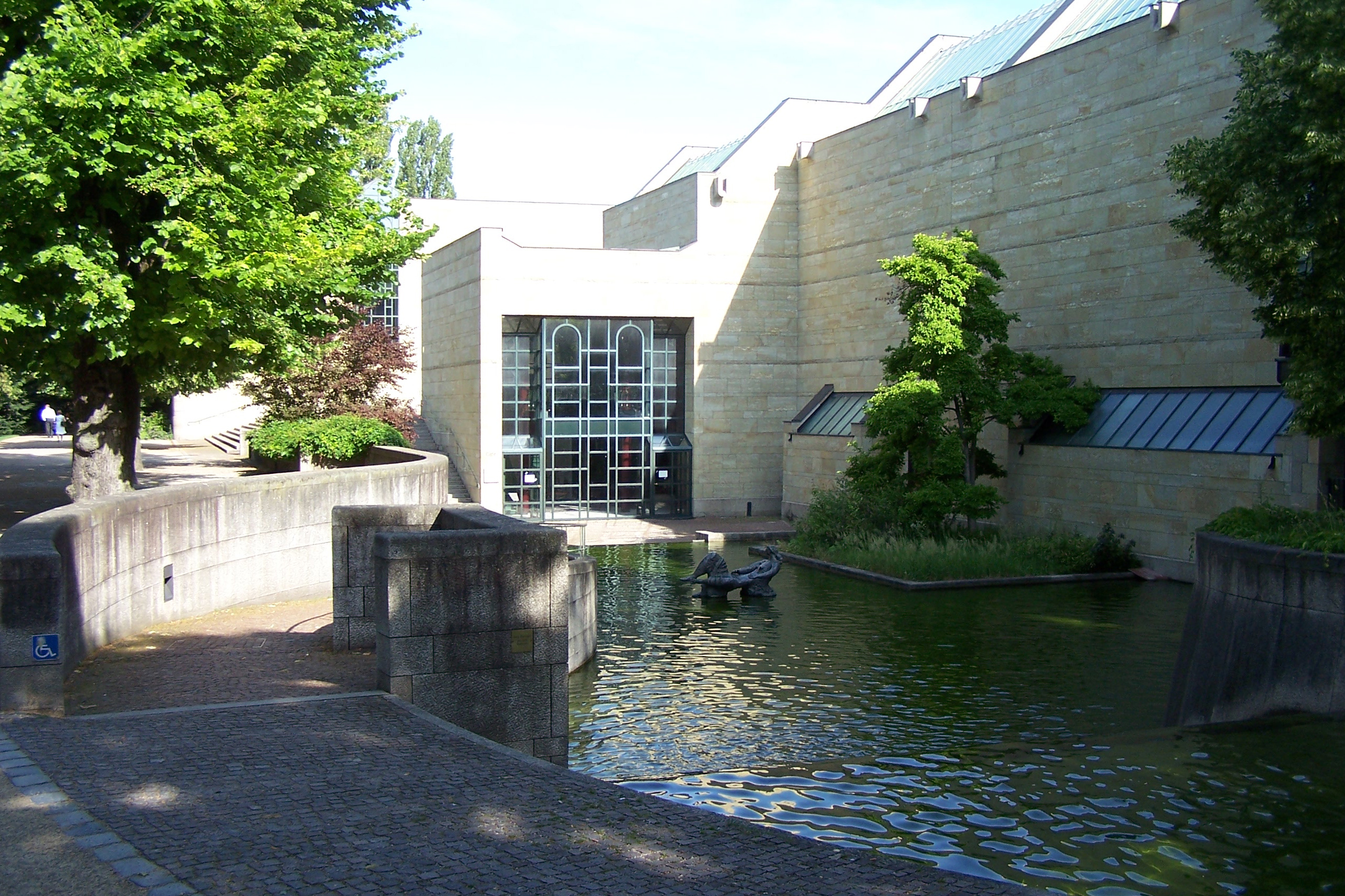
Фонтан перед будівлею музею зі скульптурою (Аглая) авторства Тоні Стадлера молодшого

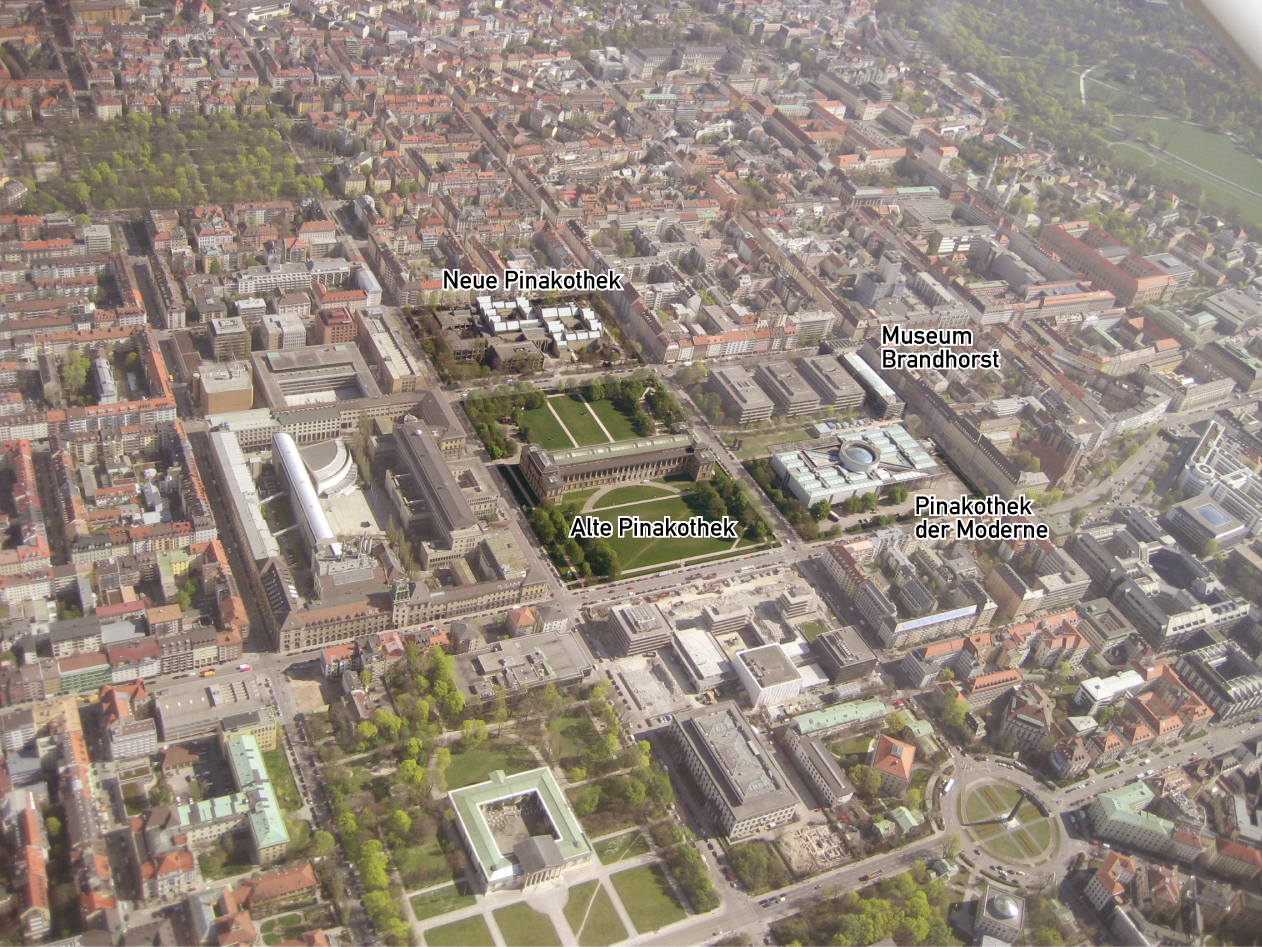
Розташування Нової Пінакотеки у Максфорштадт, Мюнхен

Нова Пінакотека (нім. Neue Pinakothek) в Мюнхені — музей європейського мистецтва XIX сторіччя, розташований у мюнхенському ареалі мистецтва (нім. Münchener Kunstareal). Він є зв'язуючою ланкою між двома братніми музеями — Старою пінакотекою з роботами старих майстрів та Пінакотекою сучасності з мистецтвом XX–XXI сторіч.
Нова пінакотека (від грец. πινακοθήκη — «зібрання картин») дозволяє отримати уявлення про європейське мистецтво від Просвітництва до початку модерну — від Гойї та Давіда до ван Гога і Сезанна — і охоплює час від кінця XVIII до початку XX сторіччя. Крім картин та скульптур в стилі неокласицизму, представлені також роботи у таких стилях, як романтизм, модерн та імпресіонізм.
Фонд Нової Пінакотеки охоплює понад 6 тис. творів мистецтва. З 1915 року є частиною «Баварських державних зібрань картин» (нім. Bayerischen Staatsgemäldesammlungen), яке з більш ніж 30 000 творів мистецтва, має у володінні значну частину таких творів у всій Баварії.

## Історія

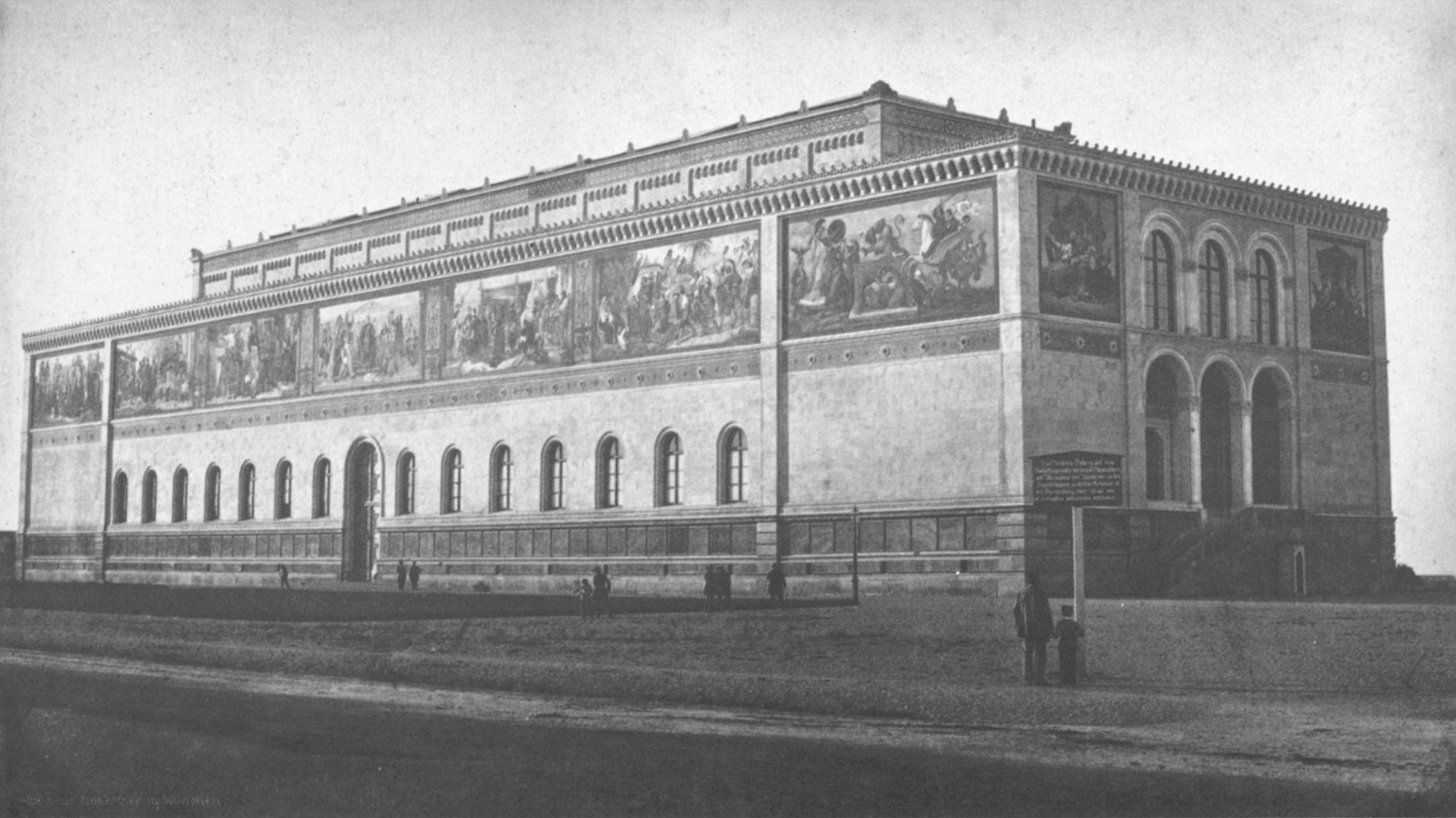
Нова Пінакотека, 1854 р.

### Заснування королем Людвигом I
Пінакотека була заснована королем Людвигом I, який після відкриття будівлі Старої пінакотеки, хотів аналогічно зробити доступною для публіки свою колекцію сучасного мистецтва, яку він збирав з 1809 року, і одночасно, вона призначалася для виставок робіт Мюнхенської школи. У 1853 році архітектором Аугустом фон Войтом було завершено будівництво Нової Пінакотеки за кресленнями Фрідріха фон Гертнера. Будівля розташувалась навпроти Старої Пінакотеки.
На час відкриття (25.10.1853) Нова Пінакотека була першим в світі зібранням «сучасного» мистецтва і мала слугувати противагою до зібрання старих майстрів, яке з 1836 року виставлялось в Старій Пінакотеці.
Спочатку, колекція була переважно представлена улюбленими Людвигом картинами Мюнхенскої школи та німецького романтизму. Особливий наголос був на художників південнонімецьких шкіл та академій. Серед іншого, Людвиг I створенням музею також досяг і династичних цілей, оскільки в головному залі виставлялись картини Карла Роттманнса, що представляли Грецію, якою на той час правив син Людвига Оттон, в героїзованих пейзажах. Після смерті Людвига до музею повільно почали поступати і картини інших стилів, але ще довго перевага віддавалася стилям початкової колекції.
Це змінилося лише 1911 року, коли генеральний директор «Мюнхенських державних картинних зібрань» Г'юго фон Чуді передав свою музею колекцію сучасних французьких митців. Саме йому музей завдячує своїй вражаючій колекції імпресіоністів.

### Після Другої світової війни
У бомбардуваннях Мюнхена 1944 року англо-американськими ВПС, будівля Нової Пінакотеки була сильно пошкоджена, а через 5 років руїни було вирішено повністю знести. Окремі картини зібрання з 1947 по 1981 рік демонструватись у вцілілому Будинку мистецтв. 28 березня 1981 була відкрита нова постмодерністська будівля пінакотеки, за проєктом архітектора Александера Фрайгерра фон Бранкаса, і братні музеї — Стара пінакотека і Нова Пінакотека знову стали топографічно пов'язані. У 2002 у безпосередній близькості до них була відкрита Пінакотека сучасності, в якій поєдналися чотири важливі музеї мистецтва XX–XXI сторіч — картини, графіка, архітектура і дизайн. Пінакотека сучасності забрала у Нової Пінакотеки її оригінальну функцію -представляти «сучасне мистецтво», але відповідно дозволила більш повно представити мистецтво  XIX ст., а точніше від початку німецького класицизму в XVIII ст., мистецтва Англії того періоду, через драматизм Гойї, революційність Давіда до рухів початку модернізму. Проведена тут лінія (незадовго до 1800 року) між старим на новим мистецтвом використовується більшістю німецьких музеїв.

## Зібрання

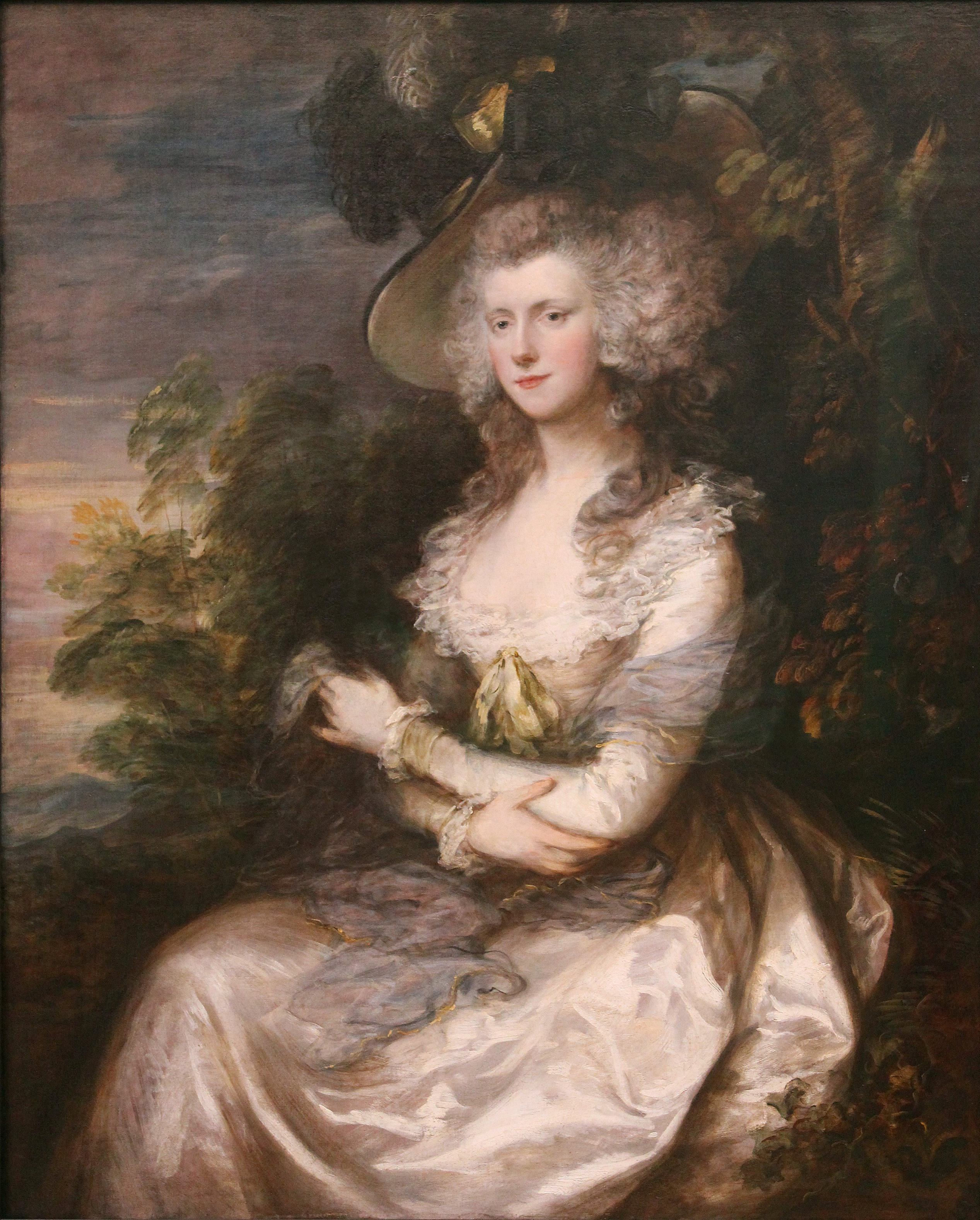
Томас Гейнсборо, «Місіс Томас Гібберт», 1786

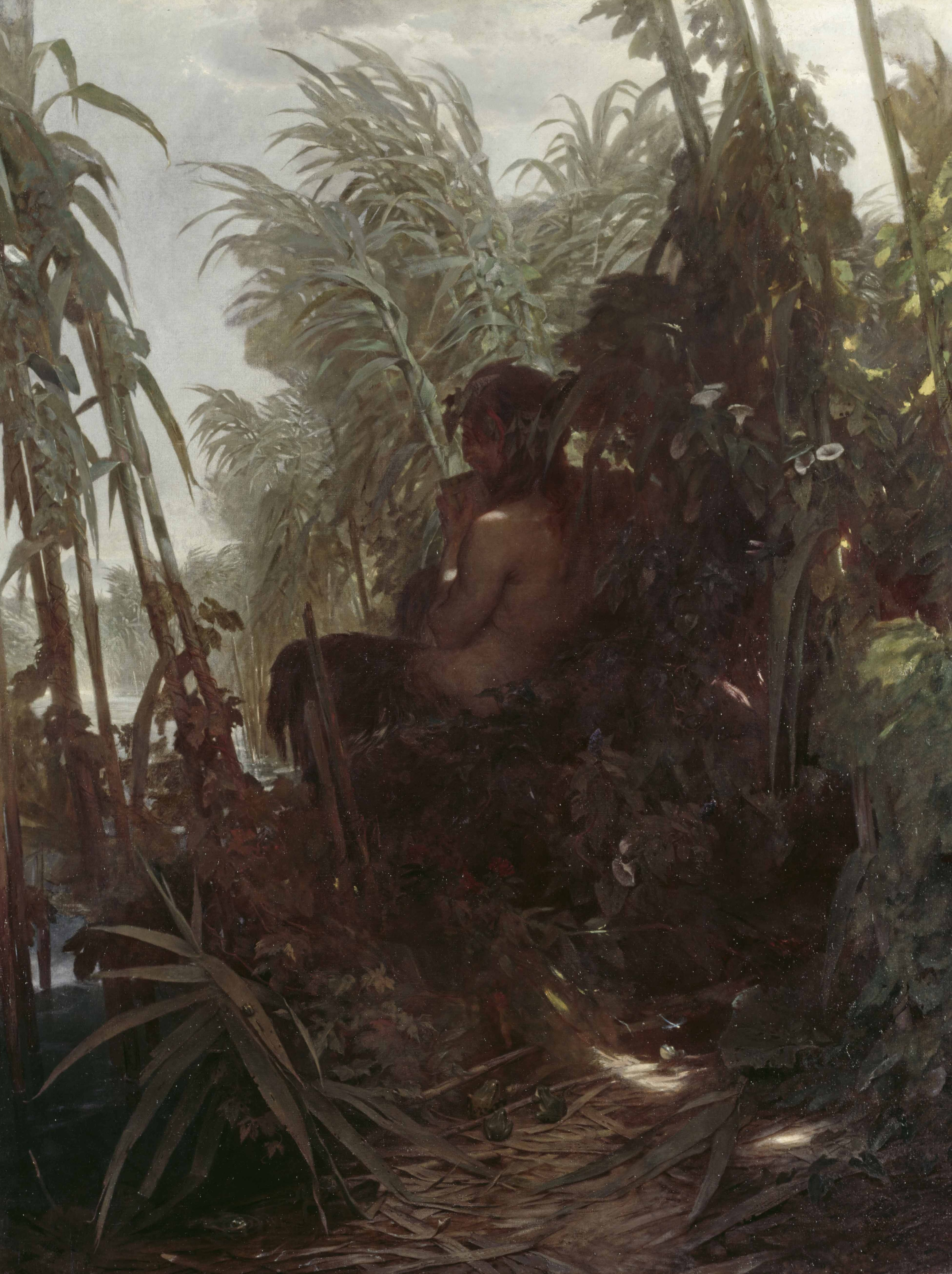
Арнольд Беклін, «Пан в очереті», 1858

У колекції Нової Пінакотеки перебуває більше 3 000 полотен та 300 скульптур, одночасно демонструються близько 400 картин та 50 скульптур.

### Інтернаціональне мистецтво кінця XVIII ст.
Зібрання пінакотеки, серед іншого, має роботи таких митців, як Антон Графф («Генріх XIII, граф Ройс», 1775), Франсіско-Хосе де Гойя («Донья Марія Тереза да Вальябріга», 1783; «Дон Хосе Керальто як іспанський військовий лікар», 1802; «Общипана індичка», 1812), Ангеліка Кауфман («Автопортрет», 1784), Жак-Луї Давід («Портрет Анни-Марі-Луїзи Телюссон, графині де Сорсі», 1790), Генрі Фюзелі («Сатана та Смерть, розділені Гріхом», 1792/1802), Йоганн Фрідріх Аугуст Тішбайн («Ніколя Шателен в саду», 1791)

### Англійські картини кінця XVIII— початку XIX ст.
У пінакотеці представлені майже всі значущі англійські художники кінця XVIII — початку XIX сторіччя, наприклад Томас Гейнсборо («Пейзаж з пастухом і стадом», 1784; «Місіс Томас Гібберт», 1786), Вільям Хогарт («Річард Маунтені», 1746), Джордж Стаббс («Лягава», бл. 1760), Джошуа Рейнольдс («Капітан Філемон Поунолл», 1769), Томас Лоуренс («Два сини першого герцога Талбота», бл. 1792), Джордж Ромні («Кетрін Клеменс», 1788), Річард Вілсон («Вид на Сіонський будинок через Темзу в Річмондських садах», бл. 1765), Генрі Реберн («Місіс Дж. Кемпбелл з Кілберрі», 1802), Девід Вілкі («Читання заповіту», 1820), Джон Констебл («Вид з Іст-Берґголт на долину Дедхем», 1825), та Вільям Тернер («Остенде», 1844).
Колекція є одним з найбільших і найповніших зібрань англійського мистецтва цього періоду за межами Великої Британії.

### Німецькі художники неокласицизму у Римі та назарейці
Серед цього напрямку представлені Якоб Філіпп Гаккерт («Озеро Аверно», 1807), Йозеф Антон Кох («Героїчний пейзаж з веселкою», 1815), Людвіг Ріхтер («Гора Ватцманн», 1824), Йоганн Фрідріх Овербек («Вітторія Кальдоні», 1821, «Італія і Германія», 1828), Фрідріх Вільгельм фон Шадов («Портрет юної римлянки», 1818), Гайнріх Марія фон Гесс («Маркіза Маріанна Флоренці», 1824) та Петер Йозеф фон Корнеліус («Три Марії біля могили», бл. 1822)

### Німецький романтизм
Представлений роботами Каспара Давида Фрідріха («Літо» або «Пейзаж з парою», 1807), Юхана Крістіана Даля («Ранок після штормової ночі», 1819), Карла Фрідріха Шинкеля («Собор над містом», бл. 1830; копія), Карла Блехена («Будівництво Диявольського мосту», 1830; «Вид Ассізі», 1932/1935) та іншими.

### Бідермаєр
Бідермаєр представлений, наприклад такими художниками як Доменіко Квальйо («Стара школа наїзників з кафе Тамбозі в Мюнхені», 1822; «Резідентштрассе навпроти Макс-Йозеф-плац у 1826 році», 1826), Франц Квавер Вінтергальтер («Граф Єнісон-Вальворт», 1837), Фердинанд Георг Вальдмюллер («Син Вальдмюллера Фердинанд з собакою», 1836; «Молода селянка з трьома дітьми у вікні», 1840; «Очікувана», 1850 або 1850), Моріц фон Швінд («Симфонія», 1852; «Казка про Попелюшку», 1854), Карл Шпіцвеґ («Прогулянка інституту», бл. 1855, або «Бідний поет», 1839).

### Французький реалізм та романтизм
Представлені картинами таких митців як Теодор Жеріко («Артилерія на вогневій позиції», бл. 1814), Ежен Делакруа («Клоринда рятує Оліндо та Софронію», бл. 1855), Жан-Франсуа Мілле («Фермер прививає дерево», 1865), Оноре Дом'є («Драма», 1860), Гюстав Курбе («Кінь, що тікає», 1861; «Натюрморт з яблуками», 1871) і іншими.

### Історичний та жанровий живопис
Представлений картинами таких митців як Вільгельм фон Каульбах («Людвиг I в оточенні митців та вчених», 1848), Карл Теодор фон Пілоті («Сені перед тілом Валленштайна», 1855), Франц Дефреггер («Останній призов», 1872) та Ганс Макарт («Сокольниця», бл. 1880).

### Живопис німців-римлян
Мистецьке коло «німців-римлян» (нім. Deutschrömer) представлено картинами Арнольда Бекліна («У грі хвиль», 1883), Ансельма Фойєрбаха («Медея», 1870; «Півонії», 1871), Ганса Тома («Ландшафт Таунуса», 1890), а також Ганса фон Маре («Подвійний автопортрет Маре і Ленбаха», 1863; «Геспериди», 1885/1887). Завдяки дарунку Фідлера (1891 р.), Нова Пінакотека має численні роботи останнього, однак через використання ним поганих фарб, роботи поступово втрачаються, незважаючи на зусилля з консервації.

### Німецький реалізм
Представлений такими художниками як Вільгельм Лейбл («Портрет фрау Гедон», 1868), Франц фон Ленбах («Сільська вулиця Арезінгу») та Адольф фон Менцель («Вітальня з сестрою художника», 1847; «Процесія у Гофгаштайні», 1880).

### Німецькі імпресіоністи
Серед них особливо слід відмітити картини таких митців як Макс Ліберманн («Пивний сад у Мюнхені», 1884; «Жінка з козами у дюнах», 1890), Ловіс Корінт («Едуард, граф фон Кейзерлінг», 1901), Губер фон Гейден («Куряче подвір'я» та «Пташине подвір'я»), Фріц фон Уде («Важкий шлях», 1890; «Дівчина за читанням», 1902; «Янгол», бл. 1908/10), Макс Слевогт («На сьогодні робота зроблена», 1900) та Аугуст фон Брандіс («Просвіт», 1904), Ернст Опплер («Швачка»).

### Французькі імпресіоністи
Французький імпресіонізм представлений картинами таких митців як П'єр-Огюст Ренуар («Сад на Монмартрі з видом на храм Сакре-Кер, що будується», 1896), Едуар Мане («Обід в майстерні», 1868; «Моне малює у своєму човні-студії», 1874), Клод Моне («Міст через Сену в Аржантеї», 1874; «Латаття», бл. 1915), Поль Сезанн («Автопортрет», бл. 1878/1880; «Натюрморт з комодом», бл. 1883/1887), Поль Ґоґен («Чотири бретонські жінки», 1886; «Народження — Боже дитя», 1896), Каміль Піссарро («Вулиця у Аппер Норвуд», 1871), Едґар Деґа («Прасувальниця», бл. 1869), Альфред Сіслей («Шлях до Гемптон-Корт», 1874), Жорж Сера та Вінсент ван Гог («Ткач», 1884; «Соняшники», 1888; «Вид на Арль», 1889).

### Символізм, модерн та початок XX сторіччя
Серед інших, представлені такими художниками як Густав Клімт («Музика», 1896; «Маргарет Стонборо-Віттгенштайн», 1905), Джованні Сегантіні («Оранка», 1887/1890), Фернан Кнопфф («Я сама закрила свої двері», 1891), Поль Сіньяк («Санта-Марія-делла-Салуте», 1905), Моріс Дені («Галльська богиня стада», 1906), Анрі Тулуз-Лотрек («Молодий Руті у Селейрані», 1882), Джеймс Енсор («Натюрморт в ательє», 1889), Фердінанд Ходлер («Розчарування», 1892), Франц фон Штук («Гріх», 1893), Жан Едуар Вюйяр («Сцена в кафе», 1903), Едвард Мунк («Жінка в червоній сукні (Вулиця в Осгардстранд)», 1902), П'єр Боннар («Дама перед дзеркалом», 1905) та Еґон Шіле («Агонія», 1912).
Картини першого десятиріччя 20 ст. також вже виставляються і в Пінакотеці сучасності.

### Скульптури
У пінакотеці також виставлені скульптури XIX та початку XX сторіччя, серед яких твори таких скульпторів як Бертель Торвальдсен («Адоніс», 1802/1832), Антоніо Канова («Статуя Паріса», 1807/1816), Рудольф Шадов («Та, що зав'язує сандалі», 1813/1817), Огюст Роден («Той, що крадеться», 1880/82), Макс Клінгер («Ельза Асенієфф», бл. 1900), Арістид Майоль («Велогонщик», 1907/1908; «Флора», 1910), Пабло Пікассо («Голова шута», 1905).

### Галерея

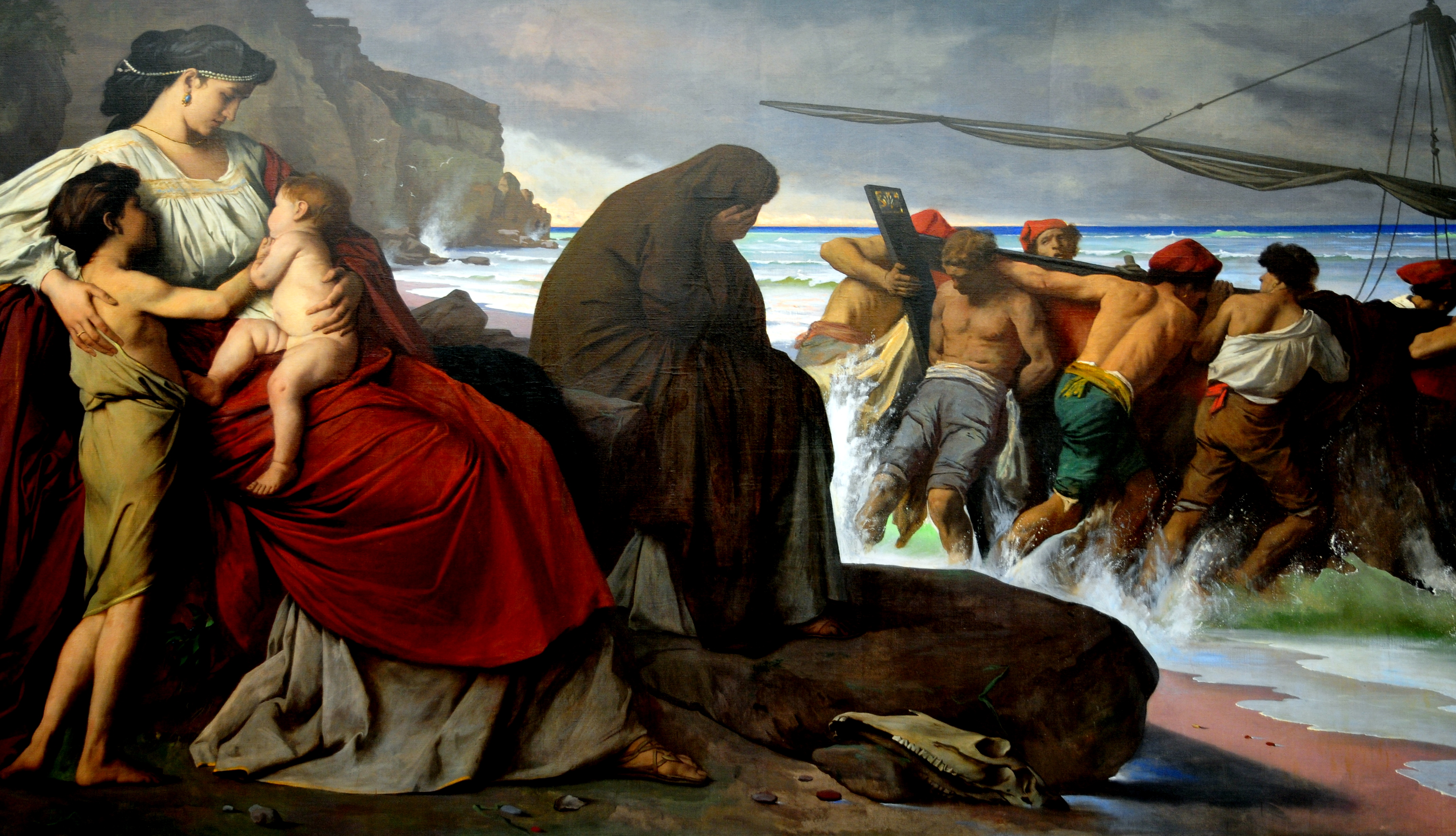
Ансельм Феєрбах. «Човен для Медеї перед вигнанням», 1870 р. Нова пінакотека.

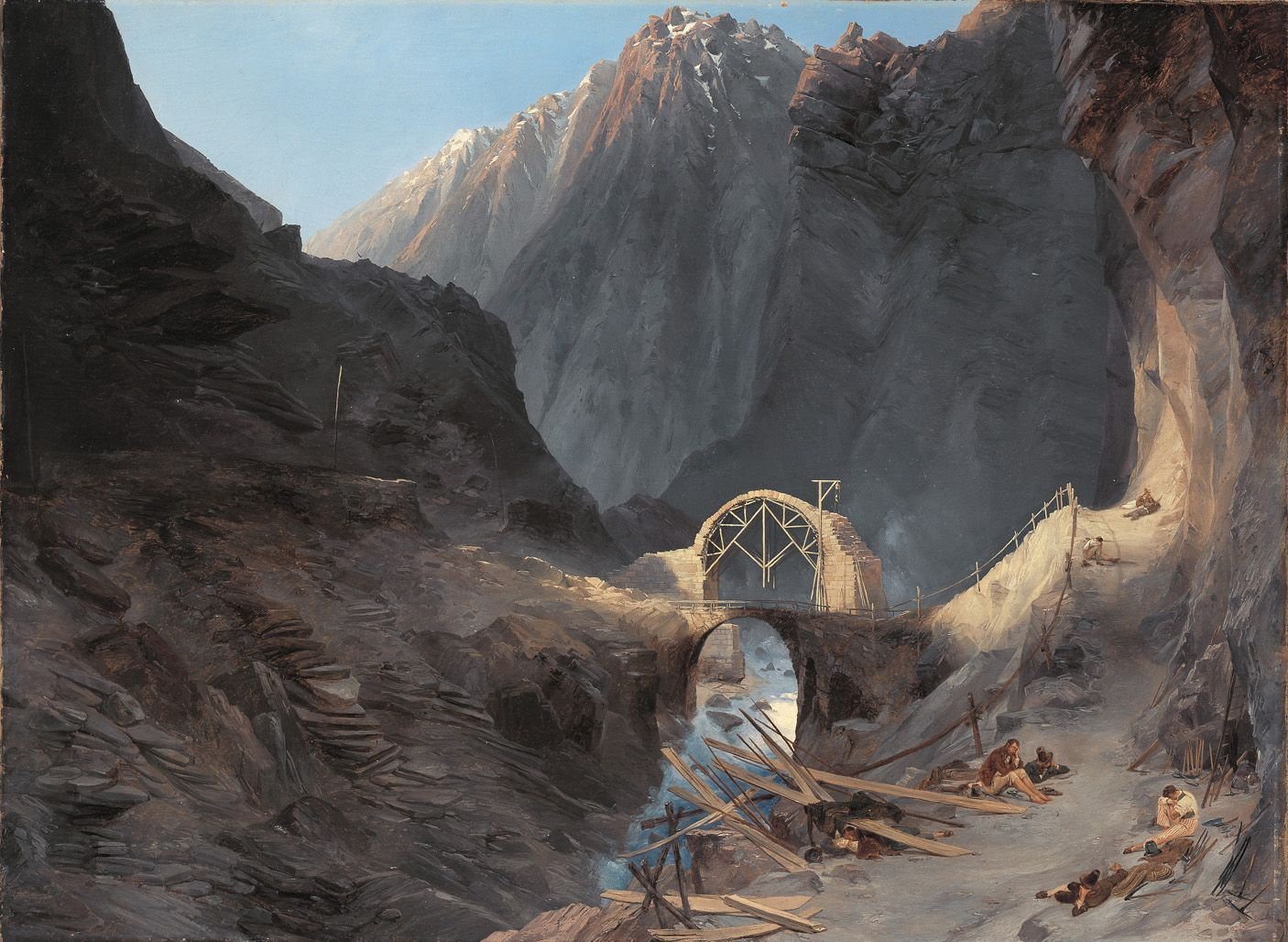
Карл Блехен — «Будівництво Диявольського мосту», 1830/32
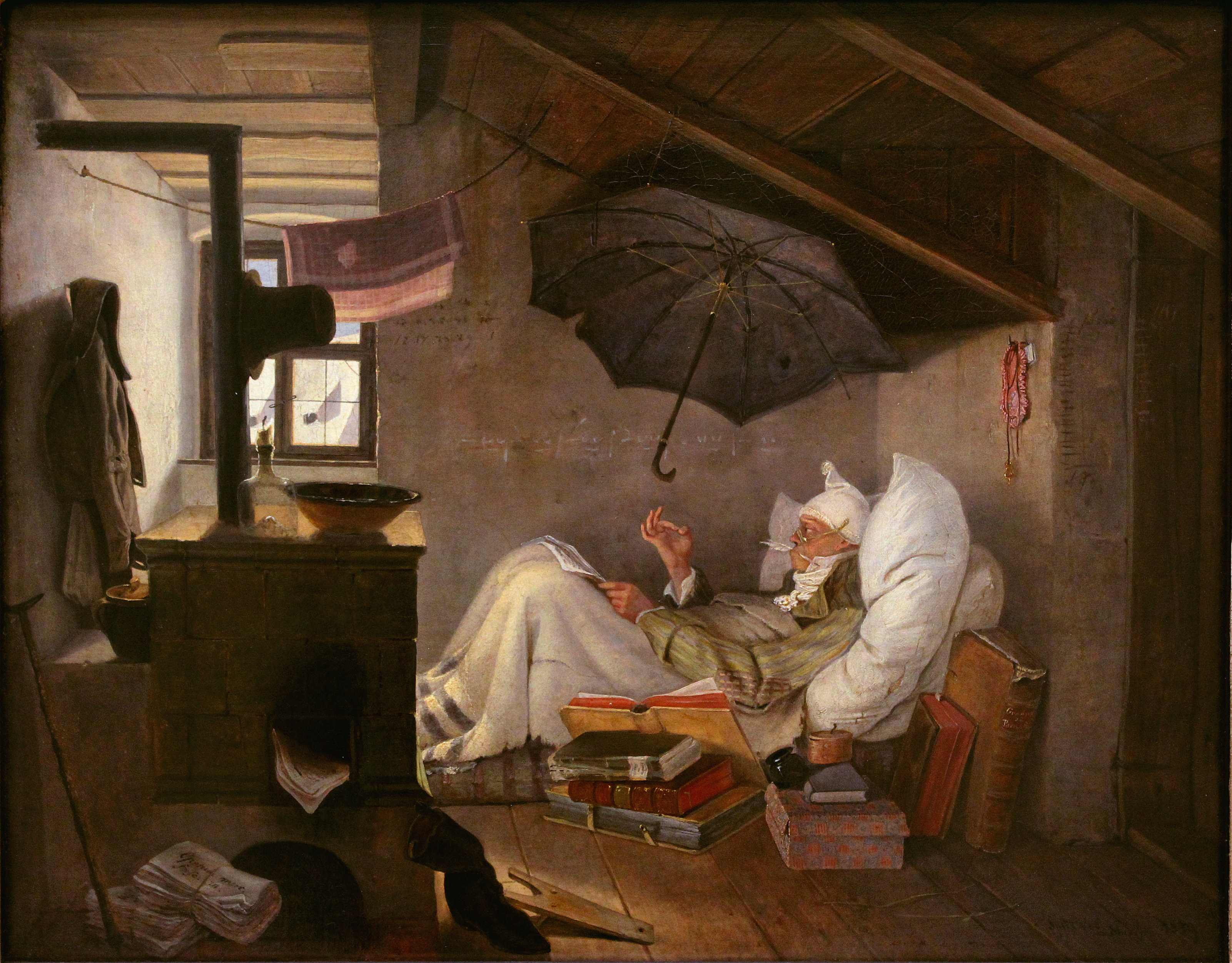
Карл Шпіцвеґ — «Бідний поет», 1839
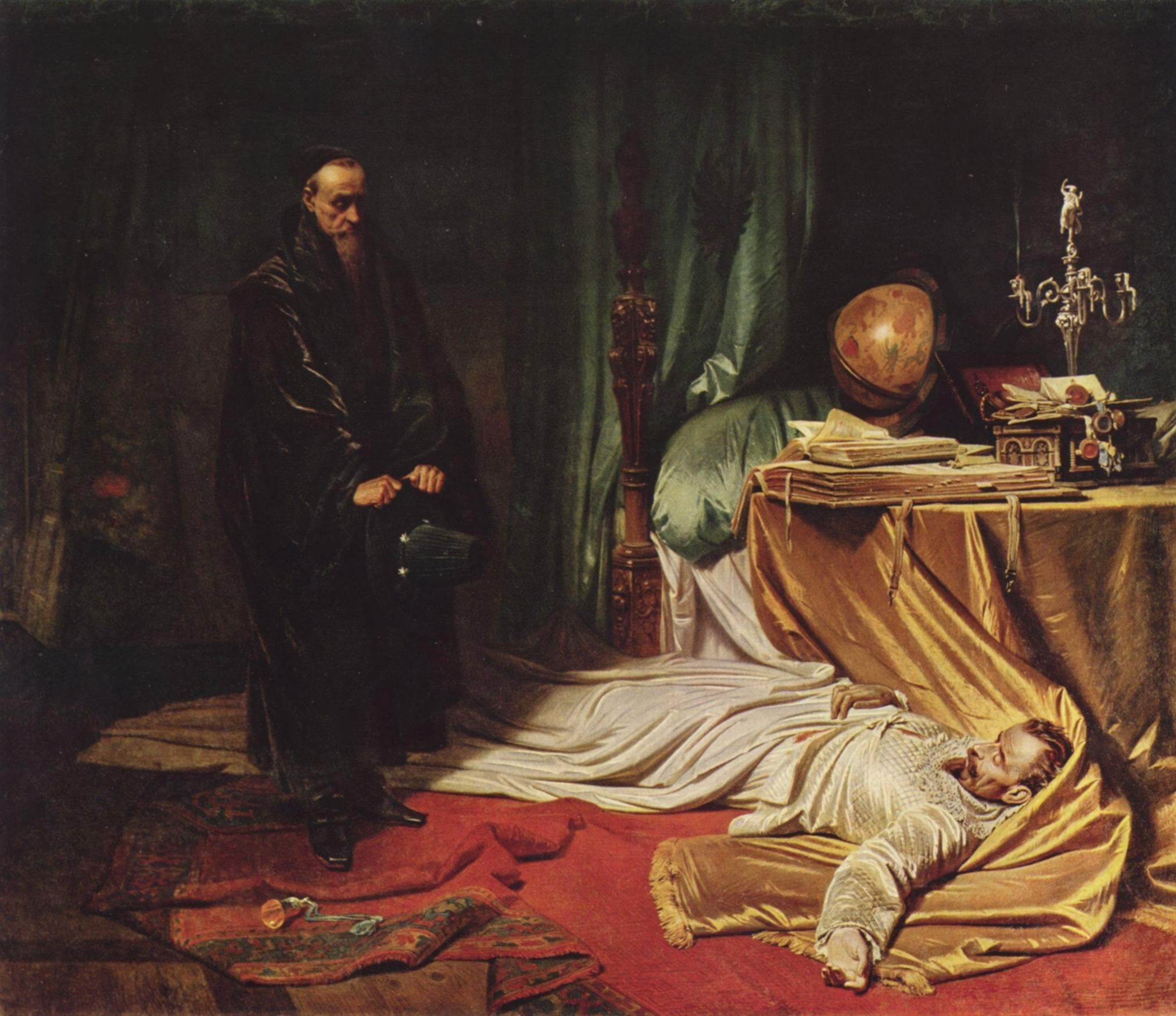
Карл Теодор фон Пілоті— «Сені з тілом Валленштейна», 1855
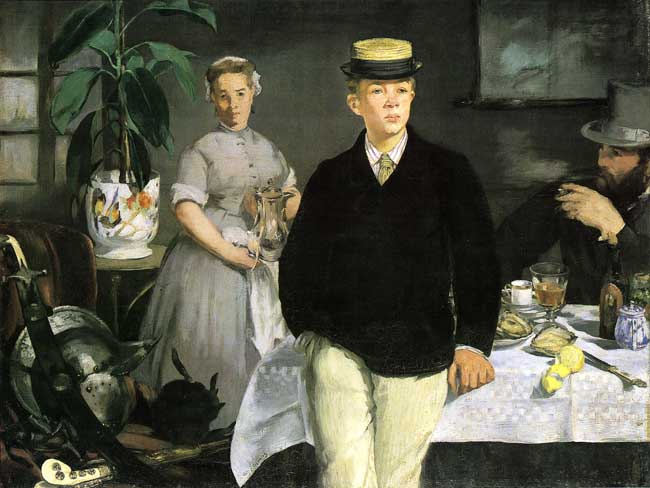
Едуар Мане — «Обід в майстерні», 1868
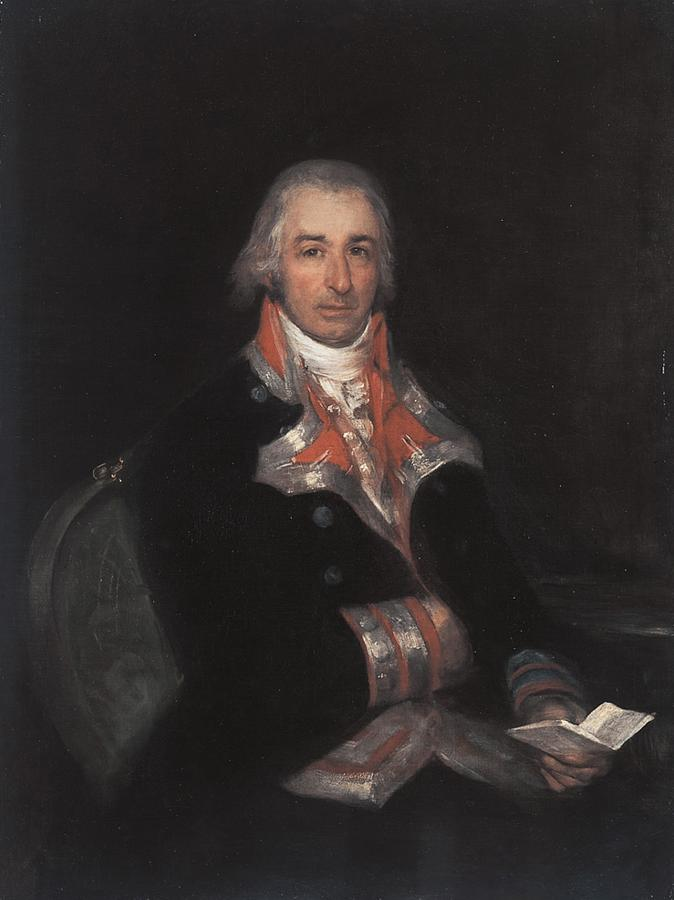
Гойя — «Дон Хосе Керальто як іспанський військовий лікар», 1802
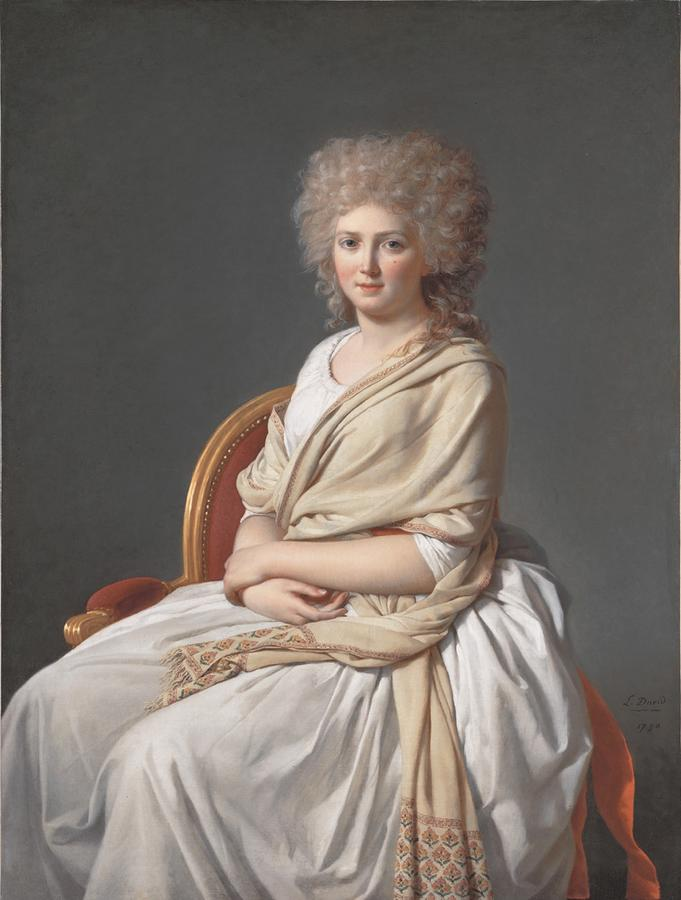
Жак-Луї Давід — «Портрет Анни-Марі-Луїзи Телюссон, графині де Сорсі», 1790
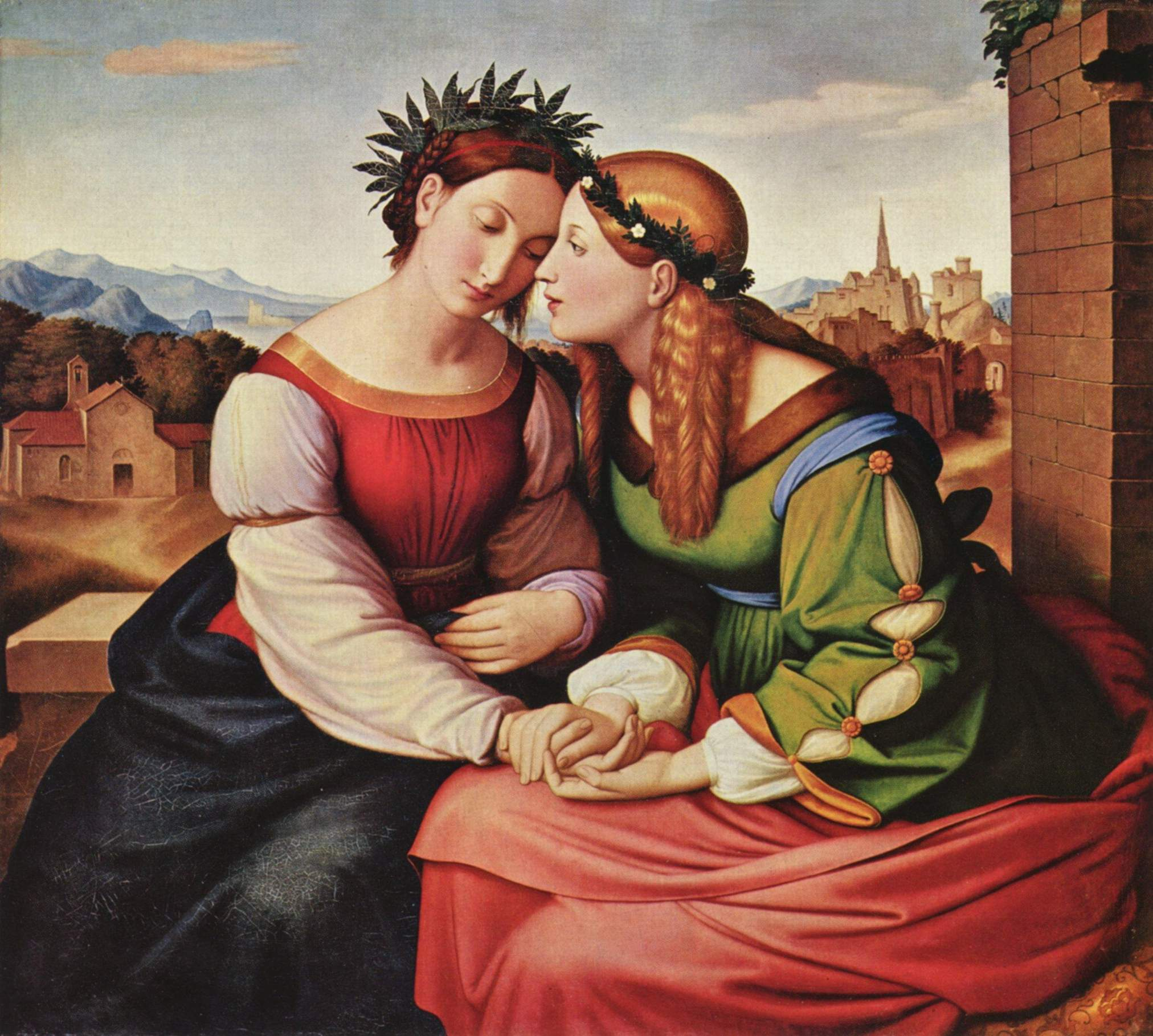
Йоганн Фрідріх Овербек — «Італія і Германія», 1828
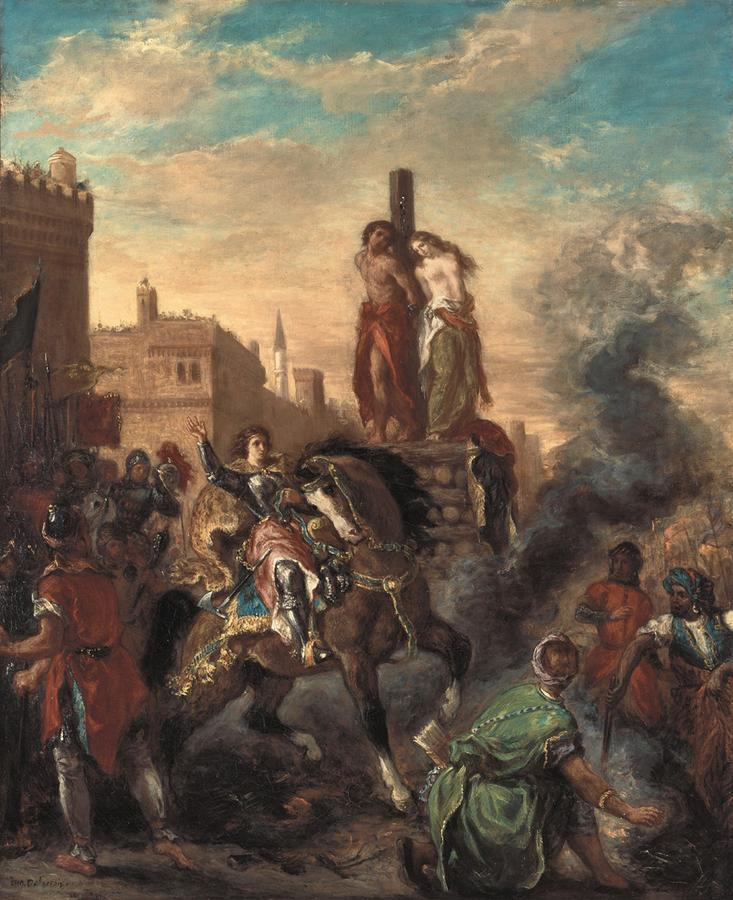
Ежен Делакруа — «Клоринда рятує Оліндо та Софронію», бо. 1855
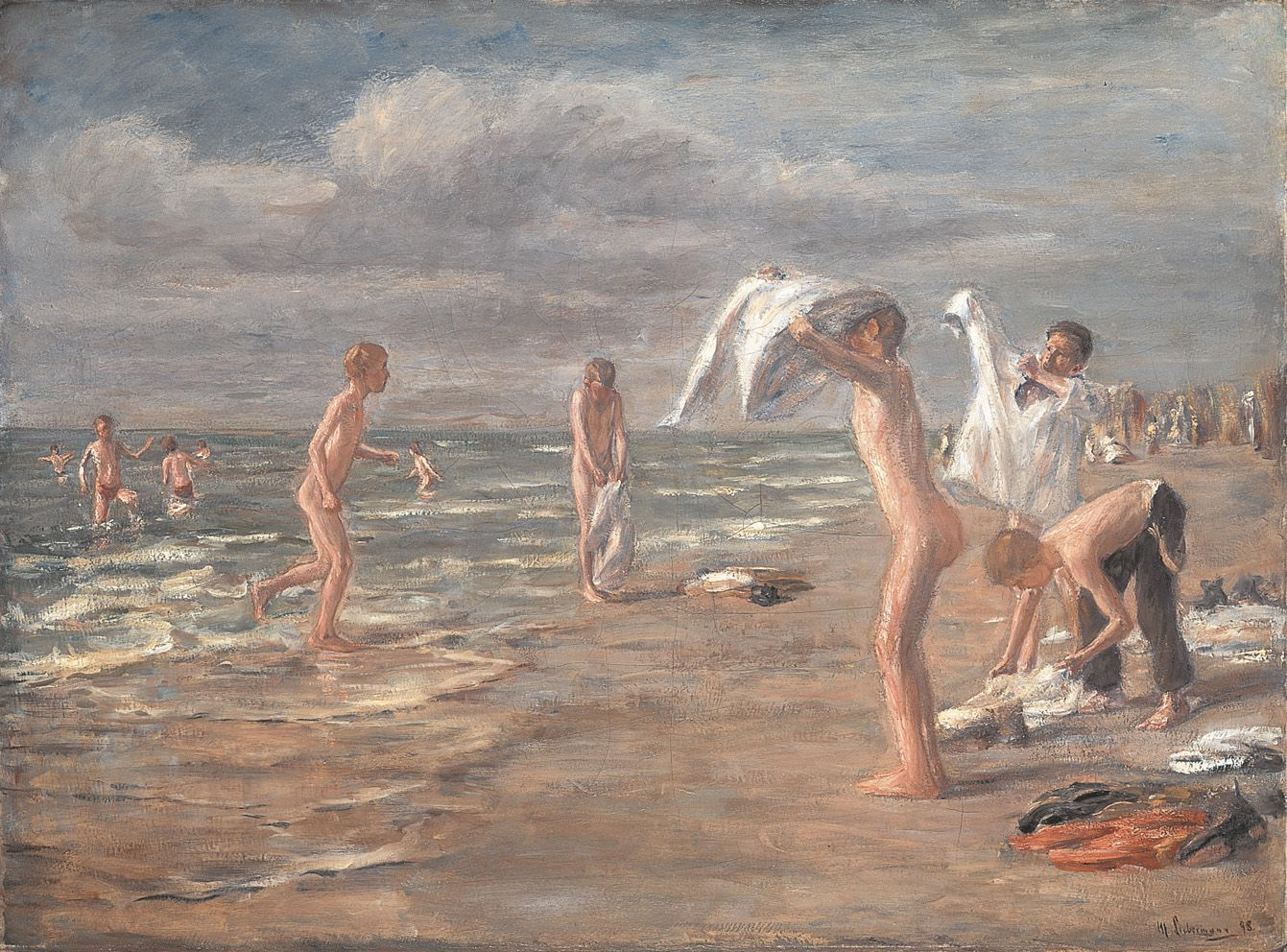
Макс Ліберманн — «Хлопчики купаються»
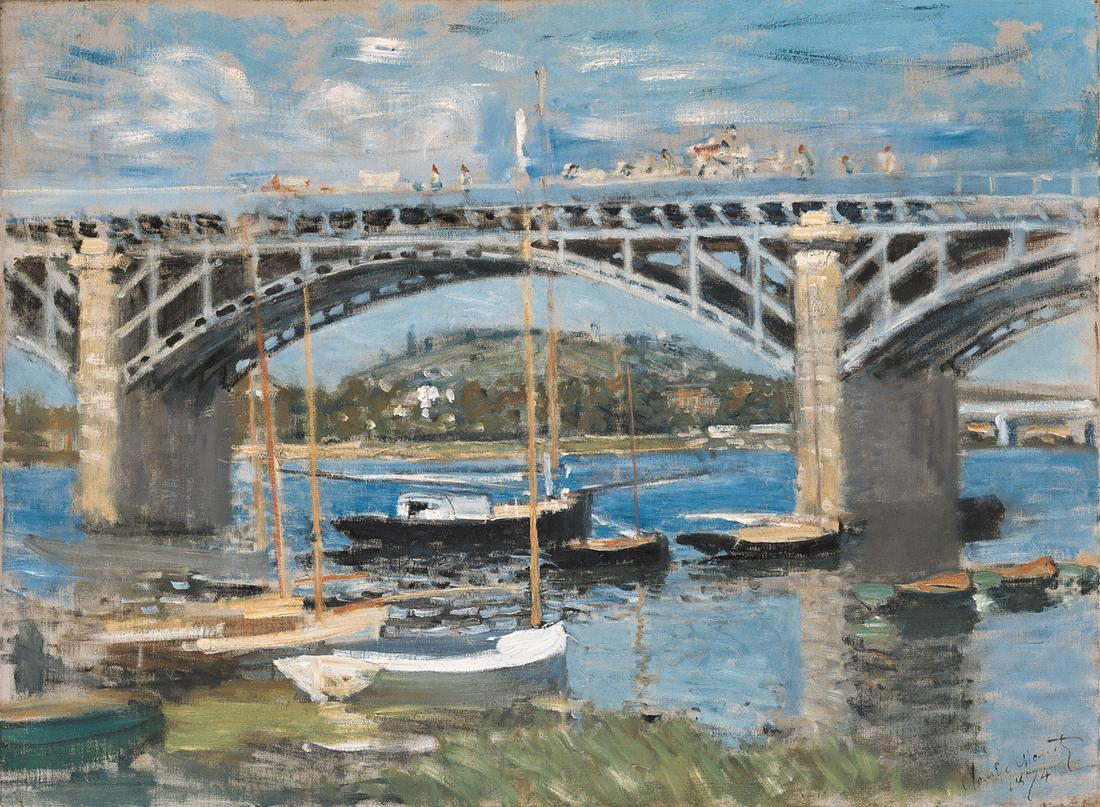
Клод Моне — «Міст через Сену в Аржантеї», 1874
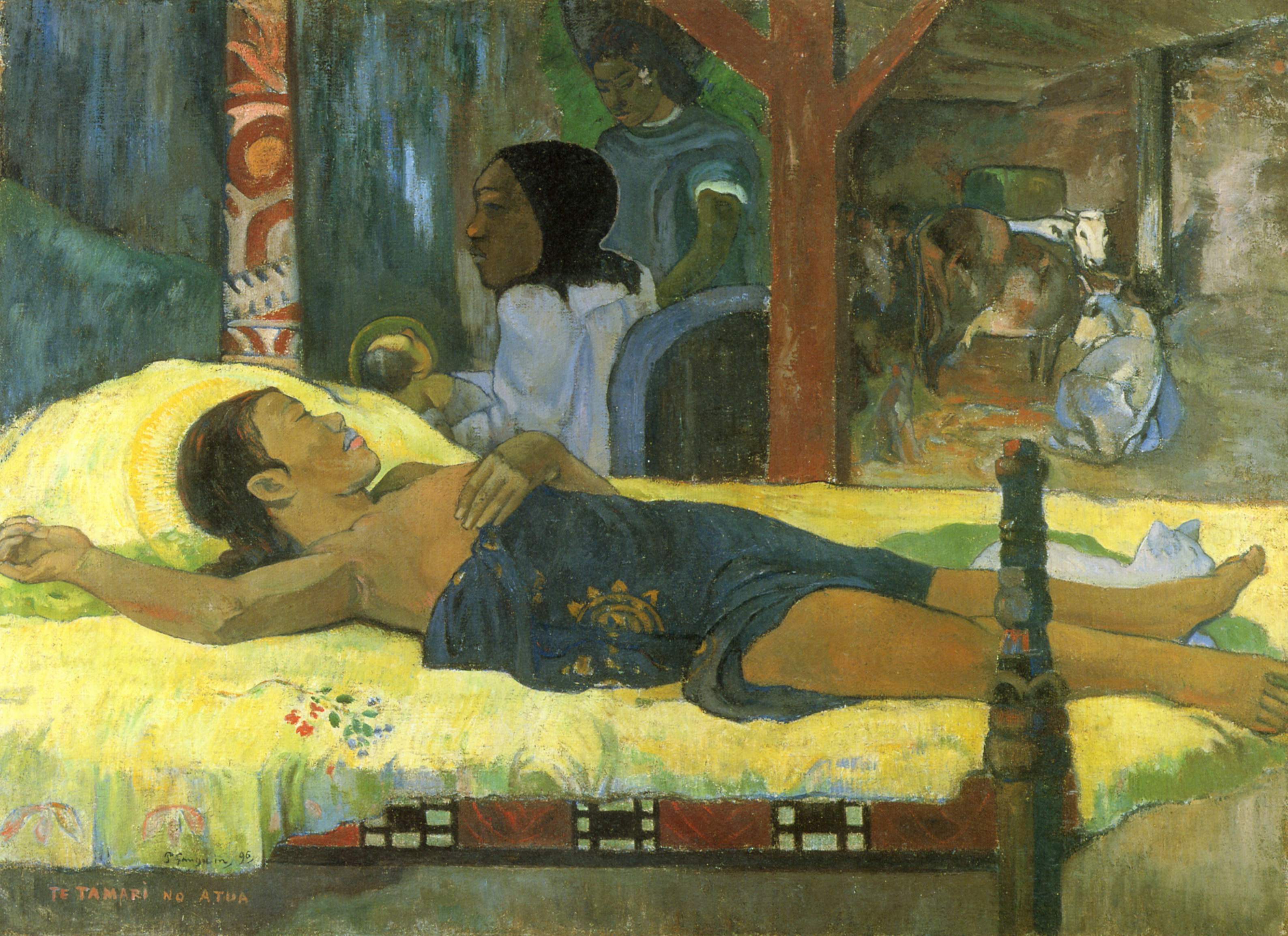
Поль Гоген — «Боже дитя»
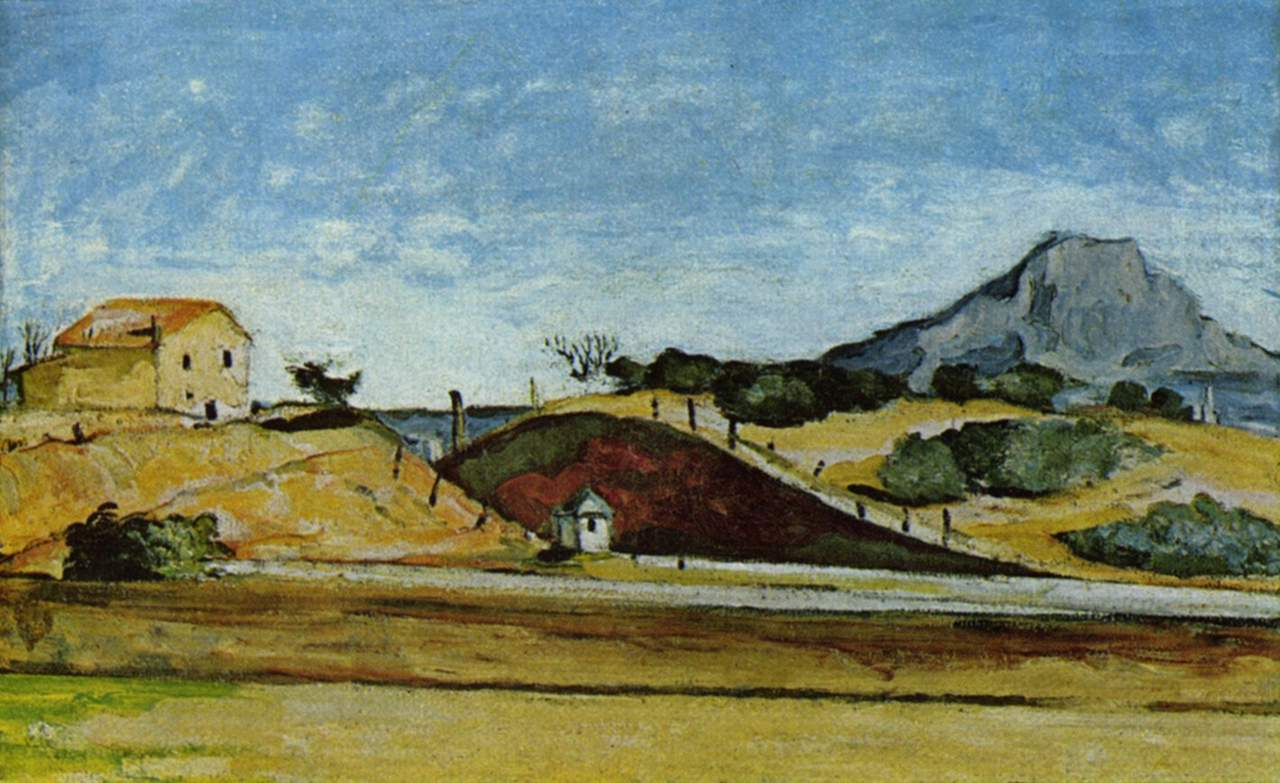
Поль Сезанн — «Проріз для залізниці»
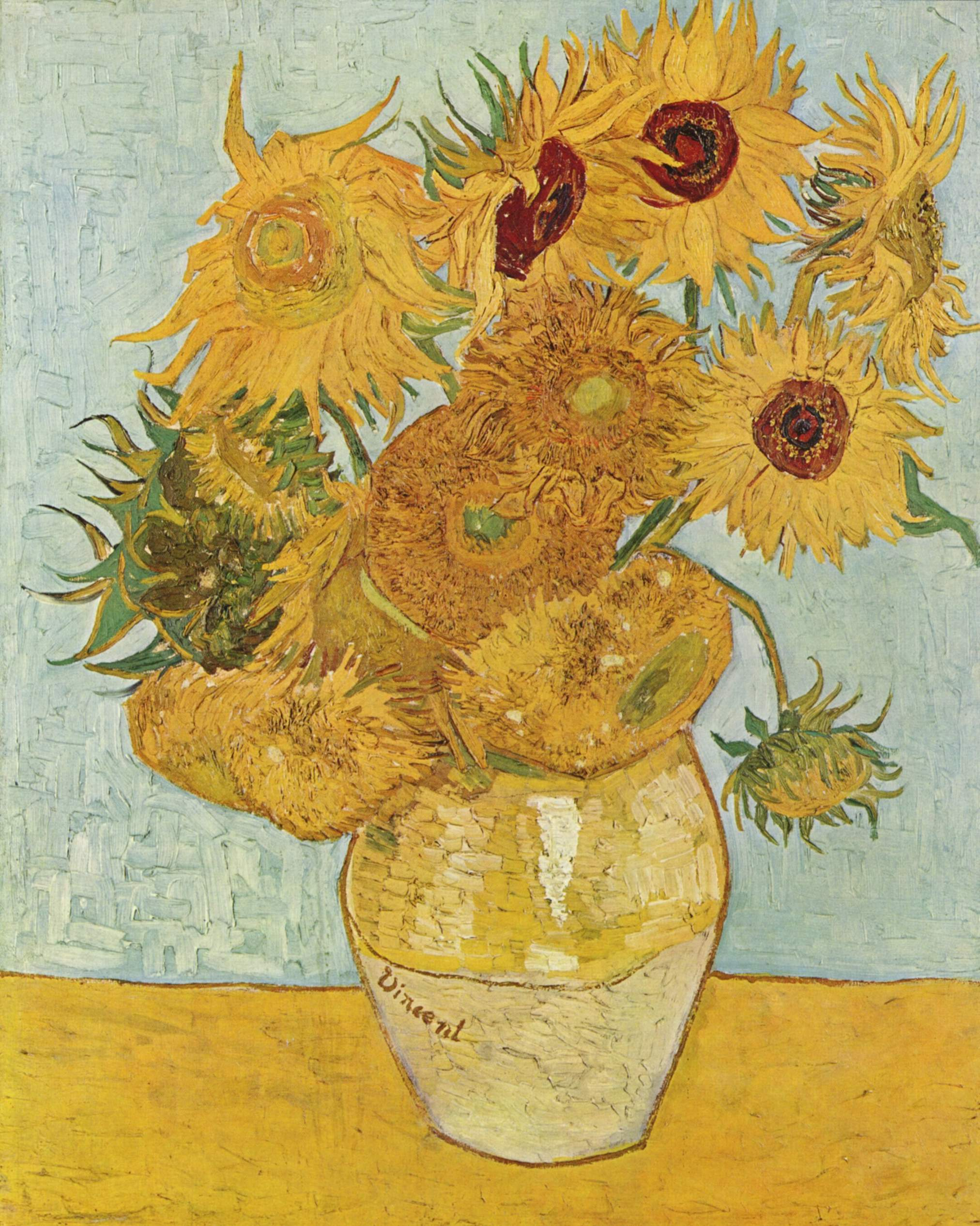
Вінсент ван Гог — «Соняшники»
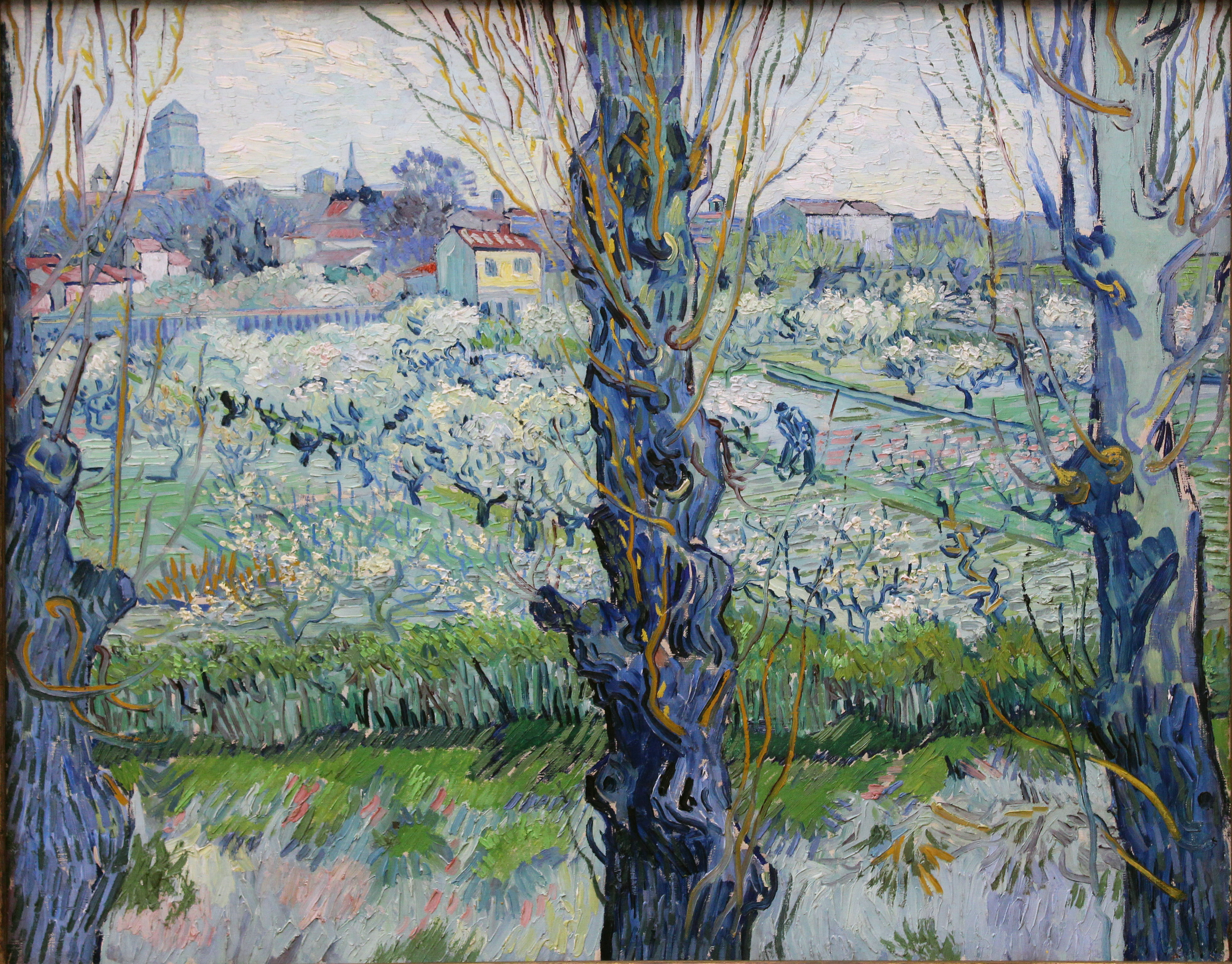
Вінсент ван Гог— «Вид на Арль», 1889
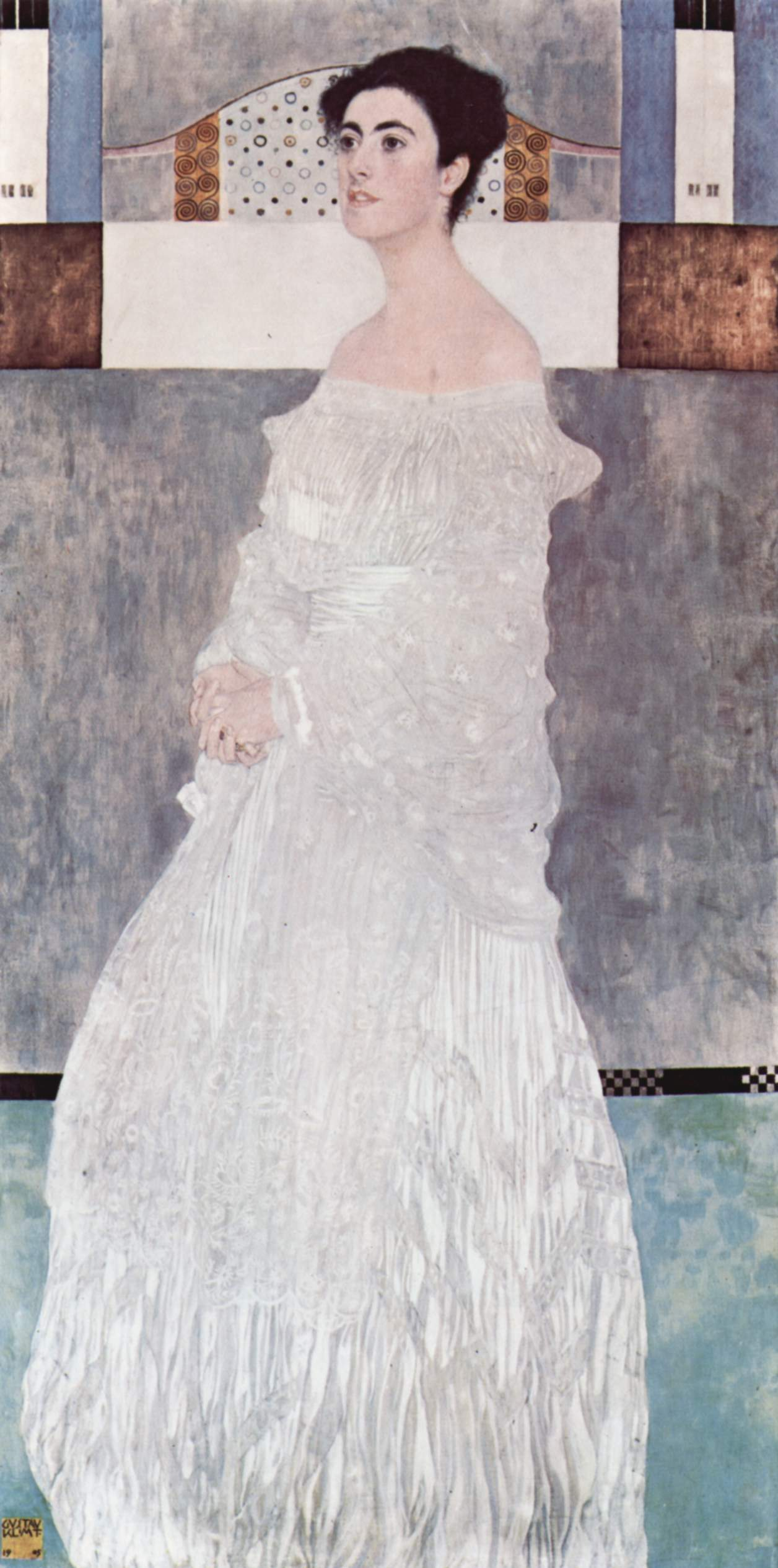
Густав Клімт— «Маргарет Стонборо-Віттгенштайн», 1905
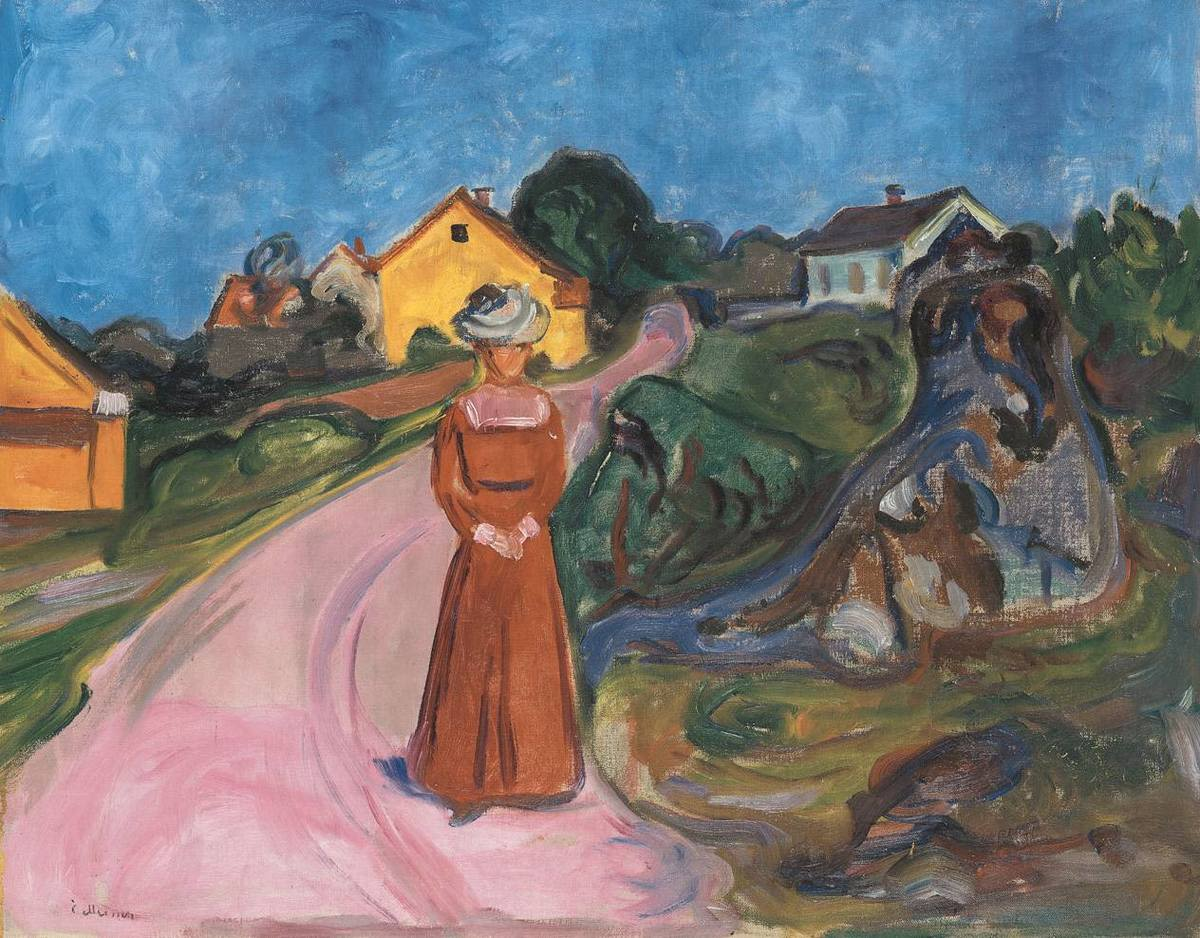
Едвард Мунк, «Жінка в червоній сукні (Вулиця в Осгардстранд)», 1902
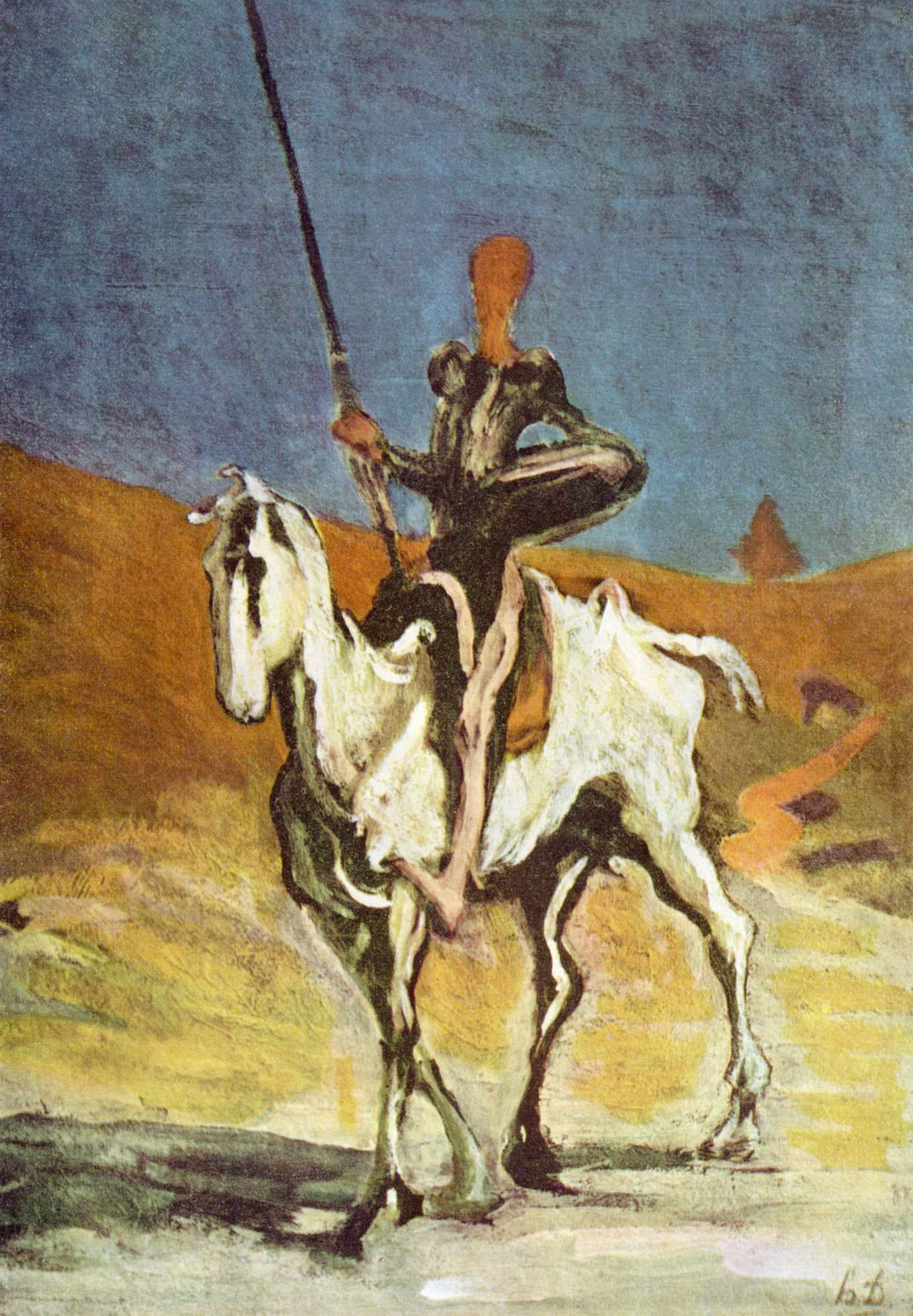
Оноре Дом'є — «Дон Кіхот та Санчо Панса», бл. 1868
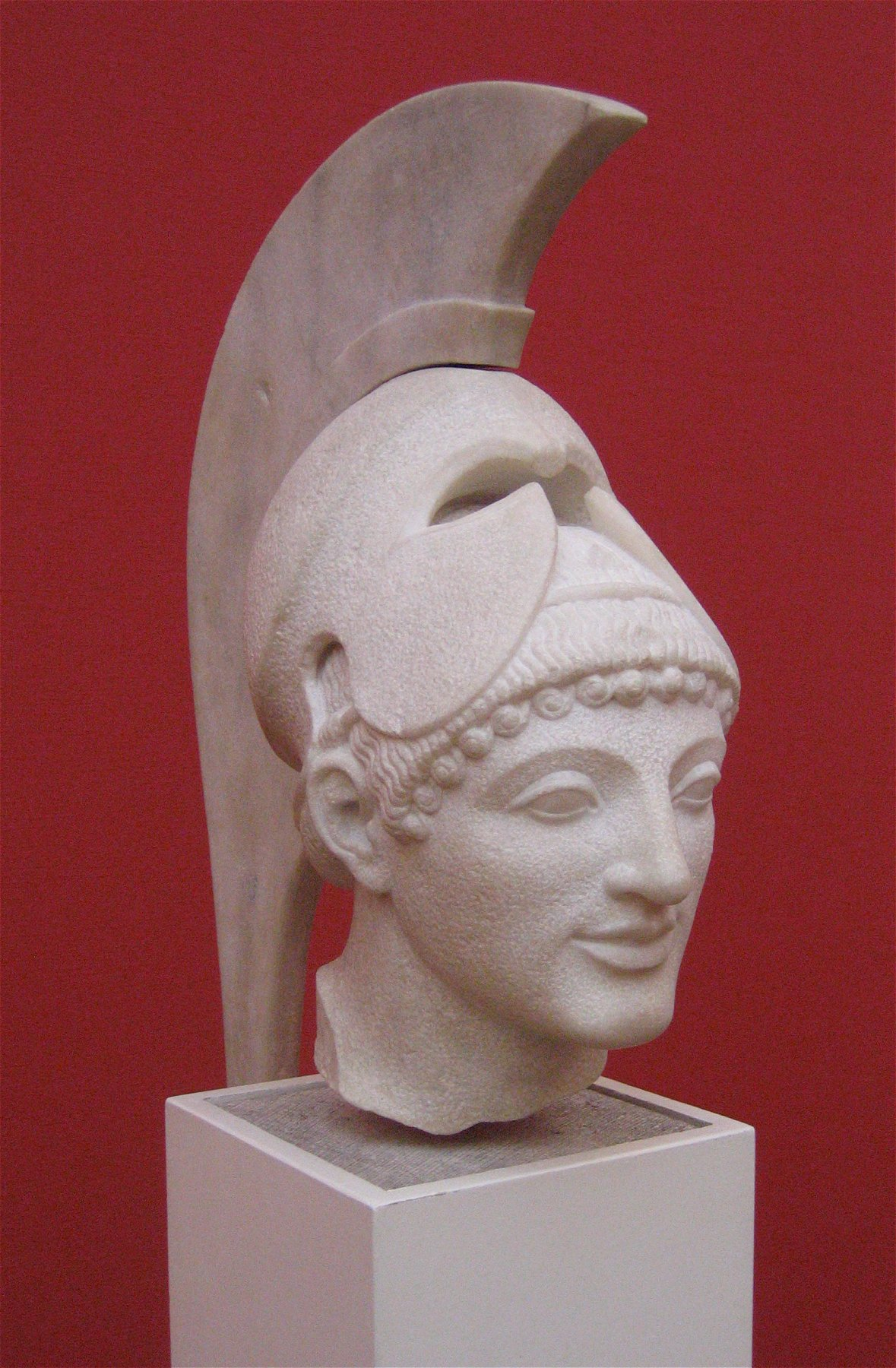
Бертель Торвальдсен, «Голова воїна», бл. 1812
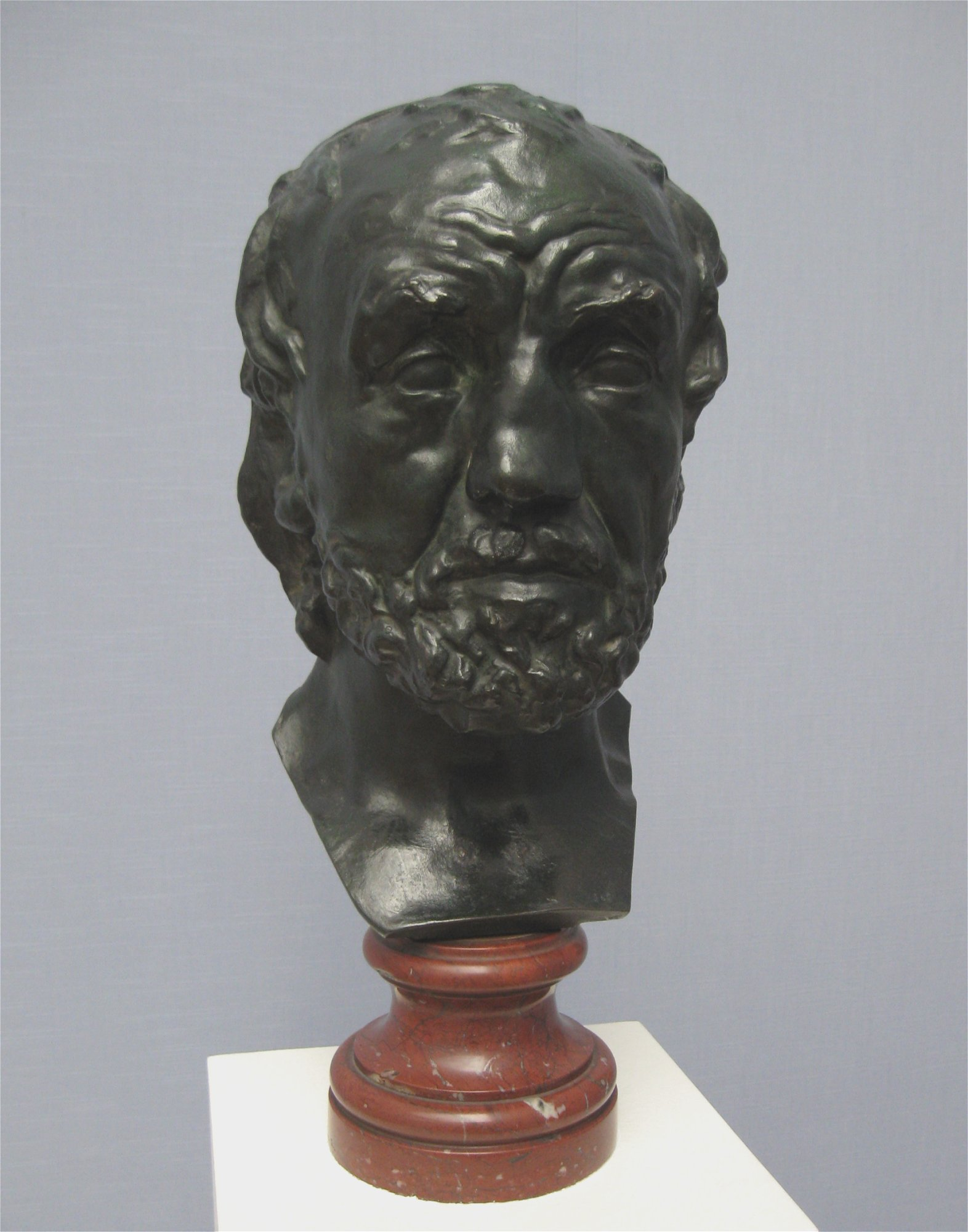
Огюст Роден — «Чоловік зі зламаним носом», бл. 1863
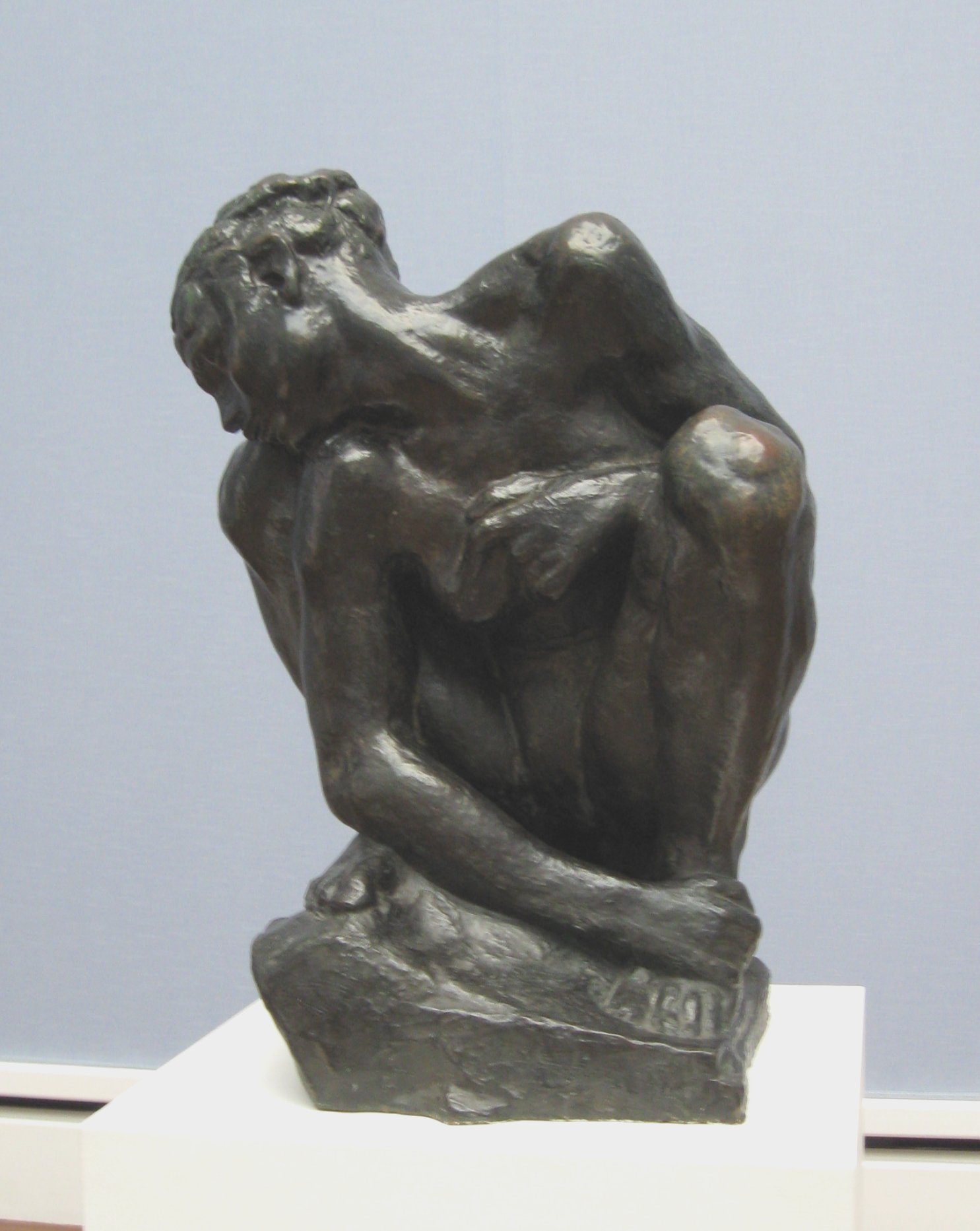
Огюст Роден — «Той, що крадеться», 1880/82